# Пргошево
Пргошево је насељено мјесто у Босни и Херцеговини, у општини Олово, које административно припада Федерацији Босне и Херцеговине. Према последњем попису становништва из 2013. у насељу је живело 40 становника.

## Географија
Насеље се налази на надморској висини од 764 метара.

## Становништво
| Националност       | 1971.        | 1981.       | 1991.       |
| Срби               | 111 (65,29%) | 94 (61,44%) | 72 (54,55%) |
| Муслимани          | 57 (33,53%)  | 57 (37,25%) | 59 (44,70%) |
| Хрвати             | 2 (1,17%)    |             |             |
| Југословени        |              | 2 (1,30%)   |             |
| остали и непознато |              |             | 1 (0,75%)   |
| Укупно             | 170          | 153         | 132         |